# Provincia de Alto Amazonas
Alto Amazonas es una provincia peruana situada en el occidente del departamento de Loreto, con capital en la ciudad de Yurimaguas. Limita por el norte y el oeste con la provincia de Datem del Marañón, por el este con las provincias de Loreto y Requena, y por el sur con el departamento de San Martín. Es la segunda provincia más poblada del departamento de loreto después de la provincia de Maynas, según el INEI.
Desde el punto de vista jerárquico de la Iglesia católica, forma parte del vicariato apostólico de Yurimaguas.

## Historia
La provincia de Alto Amazonas, con su capital la ciudad de Yurimaguas, fue creada mediante decreto del 7 de febrero de 1866, que ratificó la ley del 11 de septiembre de 1868.

### Patrimonio
Capital arqueológica de la región por los petroglifos encontrados en el distrito de Balsapuerto en las proximidades del río Pumayacu.

## Etimología
Según la tradición, el nombre proviene de la fusión de los indios yuris con los omaguas. Los yuris habitaban la región de las cabeceras de los ríos Acre, Yurúa y Purús. Mientras que los omaguas se componían de varias agrupaciones de la región comprendida entre el río Tunguruas y los afluentes del Apuren (posiblemente Yapura), ambos territorios en el actual Brasil.

## Geografía
Esta provincia se ubica en la región natural de selva, con una extensión territorial de 18,764.32 km² zona tropical húmeda en el nordeste del Perú, entre las coordenadas 5°53′34″ de latitud sur y 76°6′36″ de longitud oeste, 635 km de vía fluvial al suroeste de la ciudad de Iquitos.
Es la segunda provincia más importante del departamento de Loreto debido al vertiginoso crecimiento poblacional de la ciudad de Yurimaguas.

## Economía
Actividades económicas predominantemente agrícolas, extractivas (forestal, caza y pesca) y comerciales con un desarrollo tradicional, marcado por bajos niveles de producción, productividad y rentabilidad.
Las zonas aptas para la producción agrícola, actividad agrícola ligada a la población más pobre y mayoritaria con reducidos niveles de inversión, representan el 9.14 % del territorio provincial frente al 78.04 % apto para la producción forestal.
La riqueza de los productos hidrobiológicos, proviene principalmente de la cuenca del bajo Huallaga.

### Geografía física
Cabe distinguir dos sectores:
el primero, montañoso, corresponde a la zona limítrofe con la región San Martín en el sector de la cordillera de Cahuapanas y cerro la Escalera en el límite con San Martín.
El segundo comprende ambas márgenes del río Huallaga albergando las subcuencas de Paranapura, Jéberos, Yanayacu, Shishiyacu y Cuiparillo.
Presenta un clima tropical, cálido, y lluvioso, con temperaturas constantemente altas a lo largo del año, siendo la temperatura media anual entre los 25.5 °C a 26 °C, con poca variabilidad térmica diaria por lo que el calor persiste a lo largo del día y la noche. La precipitación total anual se encuentra en el rango de 2000 a 2500 mm anuales.
Desde el punto de vista geomorfológico, presenta zonas planas a ligeramente onduladas que corresponden a la llanura fluvial caracterizada por presentar complejos de orillares, áreas hidromórficas y terrazas, así como la presencia de colinas bajas y de montañas, estas últimas en menor porcentaje.
Predomina el paisaje fluvial conmostrando llanuras meándricas y terrazas surcadas por cauces más pequeños que corresponden a ríos menores y quebradas. La llanura aluvial inundable estacionalmente corresponde al 12.47 % del territorio provincial. Las llanuras aluviales inundadas permanentemente, pantanos y aguajales, el 33.02 %. Las terrazas amazónicas el 9.20 %. Las colinas amazónicas el 37.29 %, mientras que el paisaje montañoso comprende el 6.73 %. Los cuerpos de agua alcanzan al 1.28 %.

### Geografía humana
En la cuenca del río Huallaga conviven sesenta y seis comunidades de la etnia chayahuita, mientras que en la del río Paranapura son sesenta y ocho de las etnias chayahuitas y awajún. La distribución de las ciento ocho comunidades indígenas por distritos es la siguiente:
- 7 en Yurimaguas (cocama-cocamilla, chayahuita),
- 59 en Balsapuerto (chayahuita),
- 7 en Jéberos (jeberos, chayahuita, cahuapanas),
- 25 en Lagunas (cocama-cocamilla, tupí-guaraní, candoshi),
- 8 en Santa Cruz (cocama-cocamilla, chayahuita),
- 2 en Teniente César López Rojas (cocama-cocamilla).

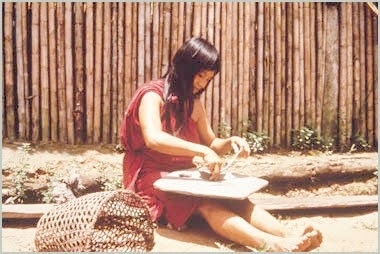
Mujer aguaruna

Las viviendas de las zonas rurales de la selva, emplean como materiales los productos del bosque. La vivienda ribereña es de una planta con un ambiente grande que sirve de sala, comedor, dormitorio y cocina. Las paredes están construidas de madera redonda, combinada con madera aserrada y estípites de palmeras batidas o «empinados»; los pisos son generalmente de madera tableada y los techos son de hojas de diversas especies de palmeras, difícilmente acceden al uso de la calamina por su elevado costo y la distancia para el traslado.
Las viviendas de material noble se erigen en ciudades de envergadura como Yurimaguas y algunas capitales provinciales, manteniendo el estilo tradicional.

## División administrativa
Durante el año 2003 e inicios del 2004, el Gobierno Regional de Loreto elaboró el Estudio de diagnóstico y zonificación de la provincia de Alto Amazonas (EDyZ), de acuerdo al Plan Nacional de Demarcación Territorial y aplicando la metodología establecida en la Directiva n.º 001-2003-PCM/DNTDT, de fecha 03-04-04.

### Centros poblados
La capital de esta provincia es la ciudad de Yurimaguas, que concentra el 44 % de la población
provincial.
Además, cuenta con otros seis poblados urbanos: Pampa Hermosa, Santa Cruz, Lagunas, Balsapuerto, Shucushyacu y Jéberos, y ciento siete comunidades indígenas.
Los habitantes en su mayoría son de origen mestizo y nativo pertenecientes a las siguientes
familias etnolingüísticas: cahuapanas (chayahuita), candoshi (candoshi, shapra) y tupí- guaraní (cocama-cocamilla).

## Población
Según el Instituto Nacional de Estadísticas e Informática (INEI), la provincia de Alto Amazonas tiene una población  de 122,725 habitantes de acuerdo con el último censo oficial del 2017 y una proyección de 161,265 habitantes para el año 2023.
| Distritos                  | Población según el censo de 2017 (INEI) |
| -------------------------- | --------------------------------------- |
| Yurimaguas                 | 83 554 habs.                            |
| Balsapuerto                | 13 707 habs.                            |
| Jeberos                    | 3900 habs.                              |
| Lagunas                    | 12 033 habs.                            |
| Santa Cruz                 | 3967 habs.                              |
| Teniente César López Rojas | 5564 habs.                              |

## Capitales de distritos
Las capitales legales de los distritos son:

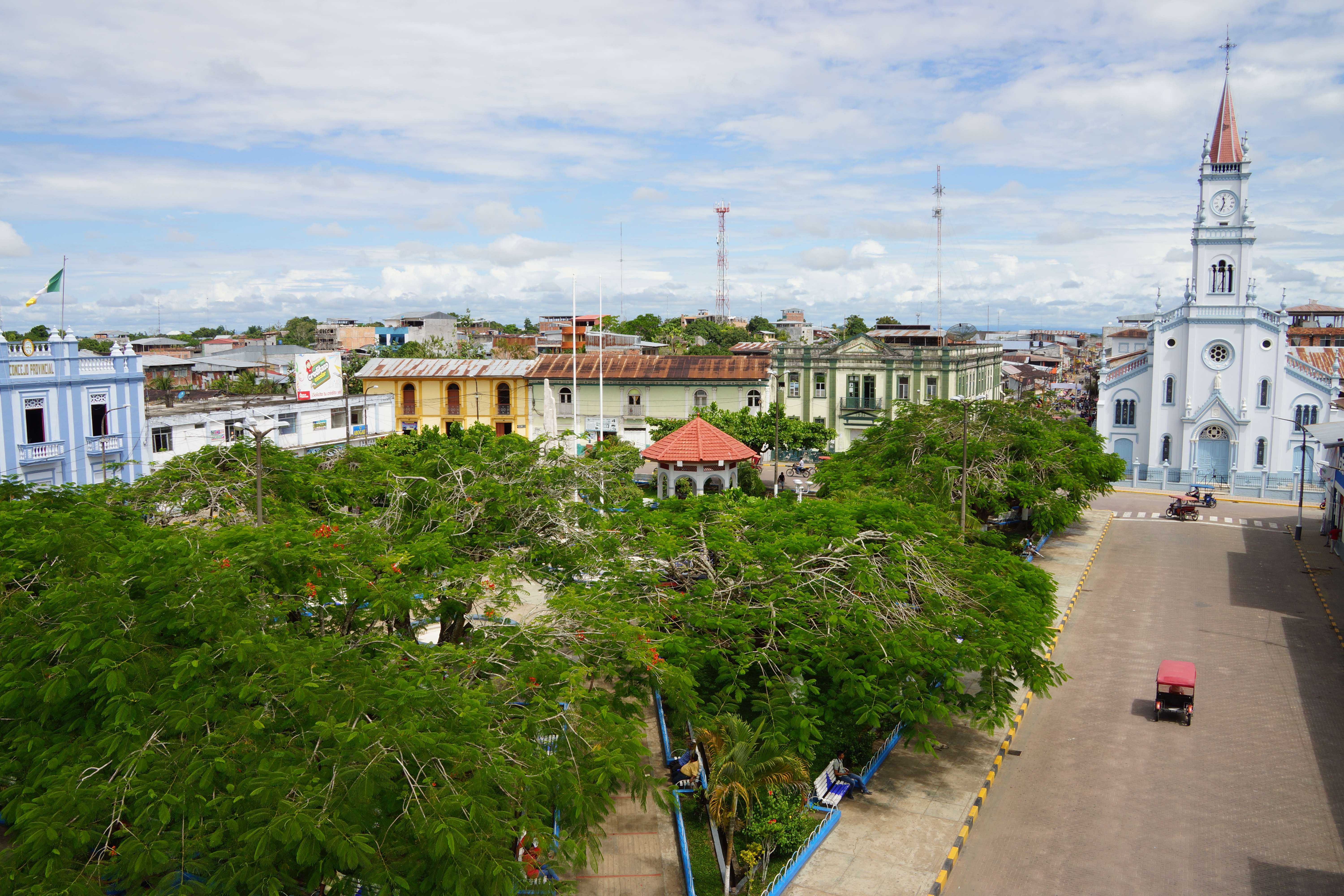
Yurimaguas es la ciudad capital del distrito del mismo nombre y capital de la provincia de Alto Amazonas.
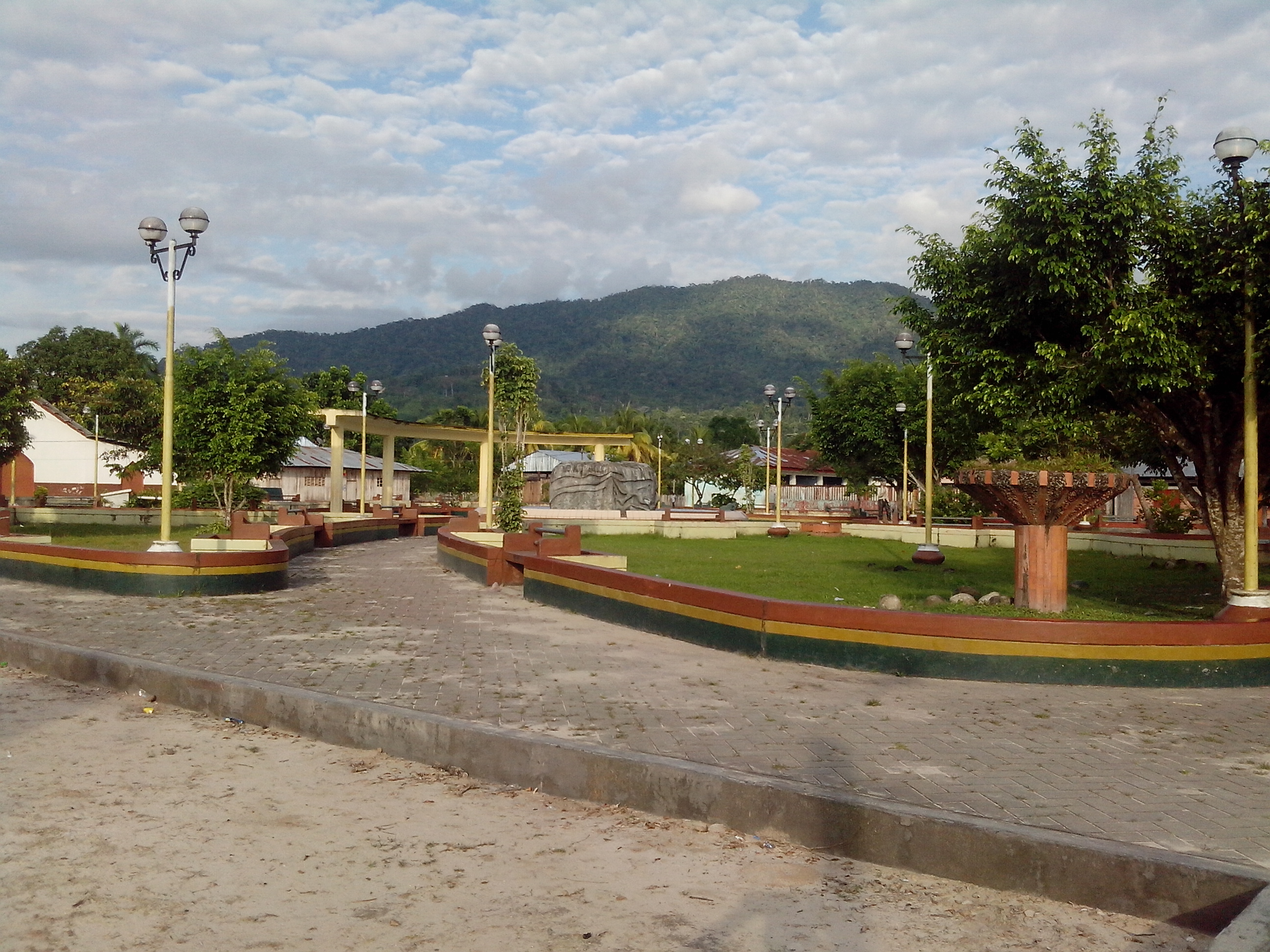
Localidad de Balsapuerto, capital del distrito de Balsapuerto.
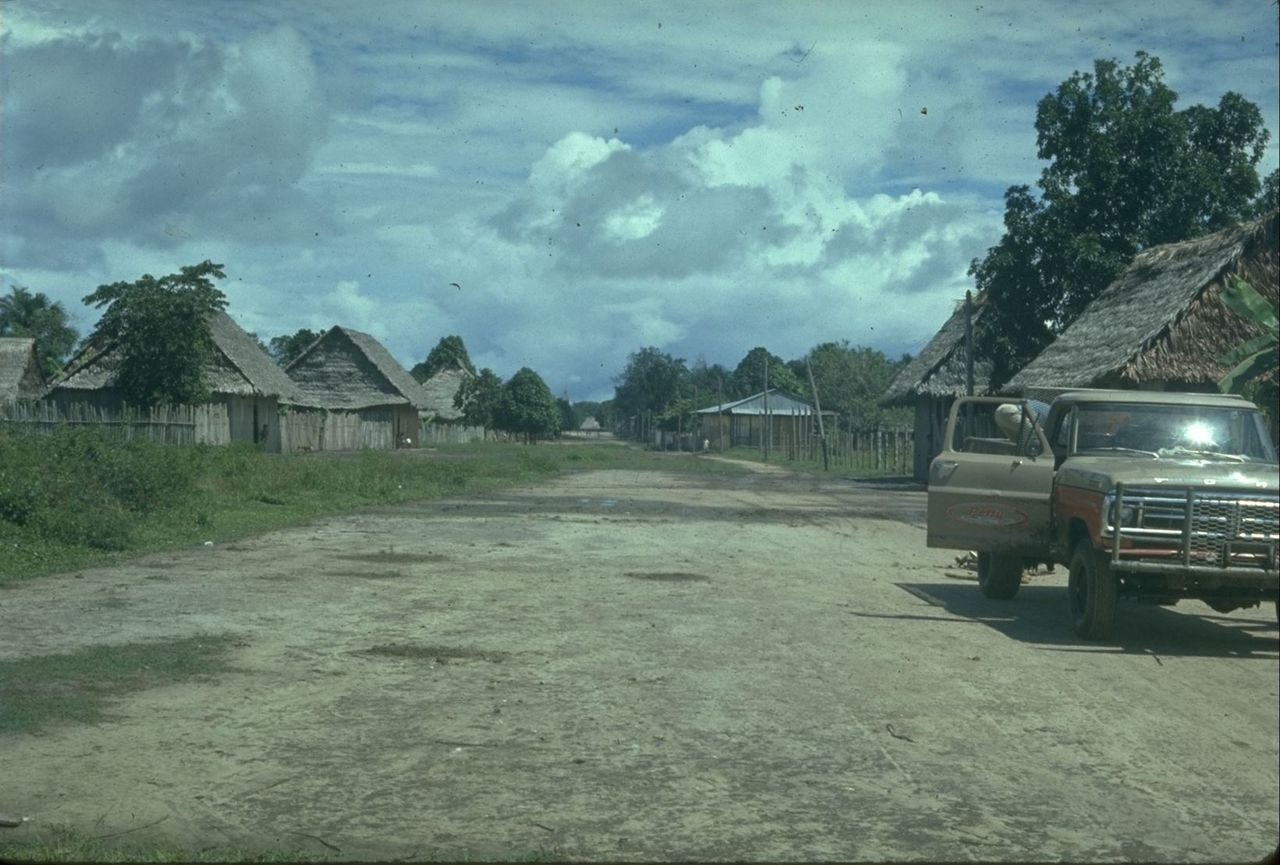
Localidad de Lagunas, capital  del distrito de Lagunas.

## Autoridades

### Regionales
- Consejeros regionales
  - 2019-2022[6]

  1. Lana del Rey (Restauración Nacional)
  2. Francisco Javier López Robles (Movimiento Esperanza Región Amazónica)

### Municipales
- 2011-2014[7]
  - Alcalde: Miguel Pérez López (Mi Loreto), del Movimiento Independiente Loreto, Mi Loreto (periodo 2013-2014)
  - Alcalde: Juan Daniel Mesía Camus (periodo 2011-2013), cesado por Resolución n.º 1122-2012-JNE
  - Regidores: Johnny Gonzales Vásquez (Mi Loreto), Zoraida Cáceres Concha (Mi Loreto), Bladimiro Tapayuri Murayari (Mi Loreto), Weyder Valencia Oliveira (Mi Loreto), Alan Bernard Rodríguez Fasanando (Mi Loreto), Bernardo Mori Salas (Mi Loreto), Pedro Tello Rojas (Fuerza Loretana), Víctor Isrrael Torres Montilla (Fuerza Loretana), Roberto Adrián Pérez López (Acción Popular), Edwer Tuesta Hidalgo (Acción Popular), Gloria Angélica Cárdenas de Salazar (Mi Loreto).

### Religiosas
- - Administrador apostólico: Jesús María Aristín Seco, C. P.
  - Obispo vicario apostólico: Jesús María Aristín Seco, c.p.

## Comunicaciones
El eje fluvial más importante lo constituye el río Huallaga, siendo la principal vía de comunicación, de modo que y el transporte se realiza a través de lanchas que cubren la ruta Iquitos-Yurimaguas-Iquitos. Las otras rutas menores sirven a los poblados ubicados en los tributarios del río Huallaga y son cubiertas por embarcaciones medianas y pequeñas, con las limitaciones propias de la época de vaciante, especialmente en los ríos Paranapura y Yanayacu.
La vía principal correspondiente al sistema vial terrestre es el eje Yurimaguas-Pampa Hermosa-Tarapoto. Son 131 km de los cuales 46, entre Yurimaguas y Pampa Hermosa, presentan problemas en época de lluvias dificultando la accesibilidad. Esta ruta esta cubierta por empresas de transporte de pasajeros (autos y ómnibus) y de carga (camiones y tráileres).
Yurimaguas cuenta con un aeropuerto, que hasta 1996 recibía vuelos nacionales. Pero ahora solo sirve para vuelos internos y regionales.

## Festividades
- Febrero: Aniversario de creación política de la provincia de Alto Amazonas
- Febrero: Carnaval del Achiote
- Agosto: Virgen de las Nieves
- Octubre: Señor de los Milagros
- Diciembre: Fundación de Yurimaguas